# Dżamahirijja
Dżamahirijja (arab. جماهيرية) – termin polityczny, neologizm wymyślony przez Mu’ammara al-Kaddafiego. W tłumaczeniu na język polski oznacza mniej więcej: państwo ludu. Do czasu obalenia rządu Kaddafiego był to człon oficjalnej nazwy Libii (tak samo, jak w innych państwach republika czy królestwo). Oficjalna nazwa tego państwa brzmiała: Wielka Arabska Libijska Dżamahirijja Ludowo-Socjalistyczna.
Ustrój polityczny Libii miał charakter republikański. Rządy należały do junty kierowanej przez pułkownika Kadafiego. Kadafi wydał w 1975 Zieloną książkę, w której sformułował zasady swego ustroju jako alternatywy wobec komunizmu i kapitalizmu. Obowiązująca doktryna polityczna zwana Trzecią Teorią Powszechną była połączeniem idei demokracji bezpośredniej, socjalizmu i islamu. Ciało ustawodawcze, czyli Powszechny Kongres Ludowy, miał ok. 2700 członków. Zgodnie z konstytucją proklamowaną w 1977 roku, pełnia władzy legislacyjnej należała do 178 lokalnych zgromadzeń i komitetów ludowych. Uchwalane zalecenia i projekty ustaw były przedstawiane na forum Powszechnego Kongresu Ludowego, który nadaje im formę prawną. Kongres wyłaniał dwie instytucje centralne: liczący 5 członków Sekretariat Generalny, któremu przewodniczył sekretarz generalny, sprawujący funkcję głowy państwa, oraz Generalny Komitet Ludowy pełniący funkcję rządu.